# Burmecaelidae
Burmecaelidae (лат.) — ископаемое семейство прямокрылых. Меловой период, бирманский янтарь (Мьянма, Юго-Восточная Азия). 2 рода.

## Этимология
Название Burmecaelidae образовано от имени бирманского янтаря (burmese) и слова-основы названия подотряда (Caelifera).

## Описание
Мелкие прямокрылые (около 4 мм), обнаружены в бирманском янтаре (меловой период) в Мьянме (Юго-Восточная Азия). Голова гипогнатная. Усики короткие, 8-члениковые. Глаза крупные (выступающие дорсально), оцеллии отсутствуют. Сегментация лапок 2-2-1. Филогенетическое положение остаётся неясным, предположительно таксон занимает промежуточное место между инфраотрядами триперстовых Tridactylidea и саранчовых Acrididea. Задние бёдра представителей нового семейства, по-видимому, прыгательные и сильно раздуты по всей длине, что сходно с дошедшими до современности и мезозойскими Tridactylidae и Ripipterygidae. В отличие от них, сложные глаза удлинены и выступают из головы дорсально; удлинённый участок переднеспинки не покрывает брюшко. Хотя морфология задних ног общая с Tridactyloidea, форма головы и брюшка больше похожа на Tetrigoidea и Eumastacoidea. Авторы описания предложили две гипотезы: (1) новое семейство возникло на основе надсемейств Tridactyloidea и Acridoidea на ранних этапах эволюции подотряда короткоусых прямокрылых (Caelifera), или же (2) новое семейство возникло внутри Tridactyloidea, между семействами Tridactylidae и Ripipterygidae. Возможно, новое семейство возникло при разделении этих семейств.
- Burmecaelinus Uchida, Husemann & Kotthoff, 2023[1]
  - Burmecaelinus armis Uchida, Husemann & Kotthoff, 2023
- Moban Hu & He in Hu, Li & He, 2024[2]
  - Moban zhengzhemini Hu & He in Hu, Li & He, 2024